# Microsoft Research
Microsoft Research (MSR) is een afdeling van Microsoft, die werd opgestart in 1991, om onderzoek te doen naar informaticagerelateerde onderwerpen.

## Onderzoeken
MSR onderzoekt in de volgende onderwerpen, die een groot deel van de informatica beslaan:
1. Algoritmen en theorieën
2. Hardware en ontwikkeling
3. Mens-computerinteractie
4. Machinaal leren, aanpassen en intelligentie
5. Multimedia en graphics
6. Zoeken, vinden en kennismanagement
7. Veiligheid en cryptografie
8. Social computing
9. Softwareontwikkeling
10. Systemen, architecturen, mobiliteit en networking
11. Computational and Systems Biology

### Projecten
MSR heeft onder andere onderzoek gedaan naar de volgende onderwerpen:
- Gazelle
- ClearType
- Sideshow
- HoneyMonkey
- TouchLight